# Szilágyi László (fotóművész)
Szilágyi László (Budapest, 1960. október 10. –) Finnországban élő magyar fotóművész.

## Élete
Budapesten járta iskoláit is az általánostól a középiskoláig. Az általános iskolában Csáji Attila festőművész – akkor még rajztanárként – szerettette meg vele a képzőművészetet. A fotózással 10 – 11 évesen ismerkedett meg egy – az édesapjától kapott – boxgépen keresztül. A képszerkesztés alapjait a szomszédjában lakó operatőrtől, Füredi Vilmostól tanulta, majd egy véletlen folytán megismerkedett Budapest egyik legpatinásabb fotóstudiójának tulajdonosaival, Szipál Margittal és férjével Szeghő Józseffel. Náluk figyelte meg a stúdiófotózás fortélyait, és Margit nénitől a „portrézás” varázsát is elleshette.
… Könnyedén észreveszi a megörökítésre érdemes pillanatot akár a leghétköznapibb dolgokban is. Képeiből erőteljesen sugárzik a fotós érzelme a pillanat iránt. Ezek a fotók bármiféle magyarázat nélkül is érthetőek. A felvételeihez eleinte hagyományos kisfilmes kamerát és színes negatívot használt, de 2002 óta digitális kamerákkal dolgozik. Sokszor boltívek és ablaktáblák mögül, mintegy a hagyomány rendíthetetlenséget sugalló keretéből nézi és láttatja a tájat, szereti az egyenes formákat, s ezek az egyenes formák mintegy kontrasztként szolgálnak a képekből áradó vagy éppen csak a hátterükben megbúvó kacskaringós történelemnek.
1989-ben a rendszerváltozás előestéjén családjával Finnországba költözött, ahol azóta is él és alkot. 1999-ben megkapja a finn állampolgárságot. 2009-től 2012-ig négy éven keresztül a finnországi Karkkila nevű kisváros felnőttoktatási intézményében tanítja a fotózás technikáját, illetve a képszerkesztés fiziológiai-pszichológia alapjait, szimbolikát.

## Jelentősebb kiállításai
- Tájképek– Tervalammen kartano Vihti, Finnország, 2000
- Portrék – Tervalammen kartano Vihti, Finnország, 2001
- Képek Thaiföld florájáról és faunájáról – Tervalammen kartano Vihti, Finnország, 2002
- Emberek a nagyvilágban – Helsinki főkönyvtár, Helsinki, Finnország, 2003
- Útközben – Millenáris Park Budapest, Magyarország, 2004
- Emberek a nagyvilágban – Állandó kiállítás Ridasjärvi, Finnország, 2004
- Keresztül Európán – Arbatets múzeum, Norrköping Svédország, 2004
- Keresztül Európán SMOSZ 30Year Stockholm, Svédország, 2004
- Ausztrália – Tervalammen kartano Vihti, Finnország, 2005
- Alkonyattól pirkadatig – Stude främjandet Linköping, Svédország, 2005
- Képek innen onnan a XXI. századi Kárpátmedencéből – ProArt Galéria Gyergyószentmiklós, Erdély, Románia, 2005
- Gyergyói cigányok – Közös vándorkiállítás Kárpáti Zoltán, Budapest, Magyarország, 2007
- Emberek a világban; Más kultúrák népei – JHL instituutti, Rasepori, Finnország, 2011
- Az utcán a téren; ellesett pillanatok – Balassi-intézet Helsinki, Finland 2013
- Jártunk északon, hol éjjel nap sütött –  Branislav Nusic könyvtár Törökkanizsa, Serbia, 2014